# گری بانز
گری بانز (انگلیسی: Gary Banz؛ زادهٔ ۷ دسامبر ۱۹۴۵) یک سیاست‌مدار اهل ایالات متحده آمریکا است.